# Steffen Wich
Steffen Wich (født 6. december 1966) er en dansk tidligere basketballtræner og politiker.
Steffen Wich begyndte som basketballspiller i Skovbakken (det tidligere navn for Bakken Bears), men måtte i 1992 opgive en aktiv karriere som følge af flere skader. Som aktiv nåede han 142 førsteholdskampe. Han fortsatte i flere roller hos klubben, herunder som kioskbestyrer, men dog primært som træner eller assistent. Allerede i 1993 blev han første gang træner for Skovbakken, hvilket straks gav gevinst, idet klubben i Wichs første sæson som træner rykkede op i den bedste liga. Da Michael Piloz få år senere kom til klubben, begyndte et meget succesfuldt makkerskab, hvor Wich stod for den sportslige udvikling, mens Piloz stod bag den organisatoriske udvikling. I 1996 gennemførte Wich diplomtræneruddannelsen, og sammen med Piloz skabte han et ægte tophold, der første gang i nyere tid vandt DM i 1996-97. 
Succesen blev snart fasttømret, idet Bakken Bears (som de kom til at hedde) efter dette mesterskab har vundet yderligere 14 danske mesterskaber. Nogle gange i forløbet har klubben valgt at hente en anden træner ind, men hver gang engagementet med disse trænere er afsluttet, er Wich kommet tilbage. I anden halvdel af 2000'erne begyndte klubben at stræbe højere end blot efter danske titler og har i flere sæsoner deltaget i europæiske klubturneringer med en enkelt deltagelse i Champions League (2016-17) samt et stort resultat i FIBA Europe Cup, hvor klubben under Wichs ledelse i 2017-18 nåede semifinalen.
Wich valgte at indstille trænerkarrieren med udgangen af sæsonen 2020-2021 for at satse på politik. Han nåede at stå i spidsen for Skovbakken/Bakken Bears i over 600 kampe og var med til at sikre holdet tolv danske mesterskaber og seks pokaltitler.
Ved kommunalvalget 2021 blev han valgt ind i Aarhus Byråd for Socialdemokratiet. Wich var daglig leder for Eliteidræt Aarhus i 20 år, den 1. oktober 2022 blev han direktør for Vejlby-Risskov Hallen.